# Savooiekool
Savooiekool, savooikool, groenekool of groene kool (Brassica oleracea convar. capitata var. sabauda) is een variëteit van kool (Brassica oleracea). Het is een van de oudste koolsoorten, die oorspronkelijk uit het Middellandse Zeegebied komt. De kool is vernoemd naar de historische regio Savoye. De groente wordt zowel voor de verse markt als voor de industrie geteeld. 

## Soorten
Van savooiekool bestaan verschillende typen:
- Groene spitskool. Ook bij wittekool (of witte kool) komt een spitse variant voor.
- Groene savooiekool of kappertjeskool vormt een meer losse kool, waarvan het blad sterk gebobbeld is.
- Gele savooiekool vormt evenals wittekool een vaste ronde kool, geelgroen van kleur.
- Butterkohl, bekend uit het Bergse land in Noordrijn-Westfalen, heeft een groengeel blad en is zo los van vorm, dat de kool vaak niet als geheel, maar blad voor blad geoogst wordt.

## Teelt
Er worden de volgende teeltwijzen onderscheiden:
- Spitskoolteelt voor de vroegste teelt met oogst in juni en soms ook voor de zomerteelt
  - Weeuwenteelt (zie bloemkool)
  - Vroege teelt
- Zomerteelt met oogst in juli en augustus
- Vroege herfstteelt met oogst in september en begin oktober
- Herfstteelt met oogst in oktober en november. Deze kolen worden vaak bewaard en afgezet tussen december en maart. Lange bewaring gebeurt in ijs bij -1°C.
- Winterteelt met oogst in december, januari en februari

In Nederland vindt tegenwoordig voornamelijk de teelt van groene savooiekool plaats; die van gele savooiekool is praktisch verdwenen. De teelt vindt vanouds voornamelijk plaats in Noord-Holland, omdat daar geen aantasting door knolvoet optreedt. Dit is ook terug te vinden in de rasnamen van de gele savooiekool, zoals in Langendijker Bewaargele en Langedijker Vroege Gele en Langedijker Herfstgele. Ook vindt er nog teelt plaats in Limburg en Noord-Brabant, maar daar moet een ruime vruchtwisseling toegepast worden.

## Inhoudsstoffen

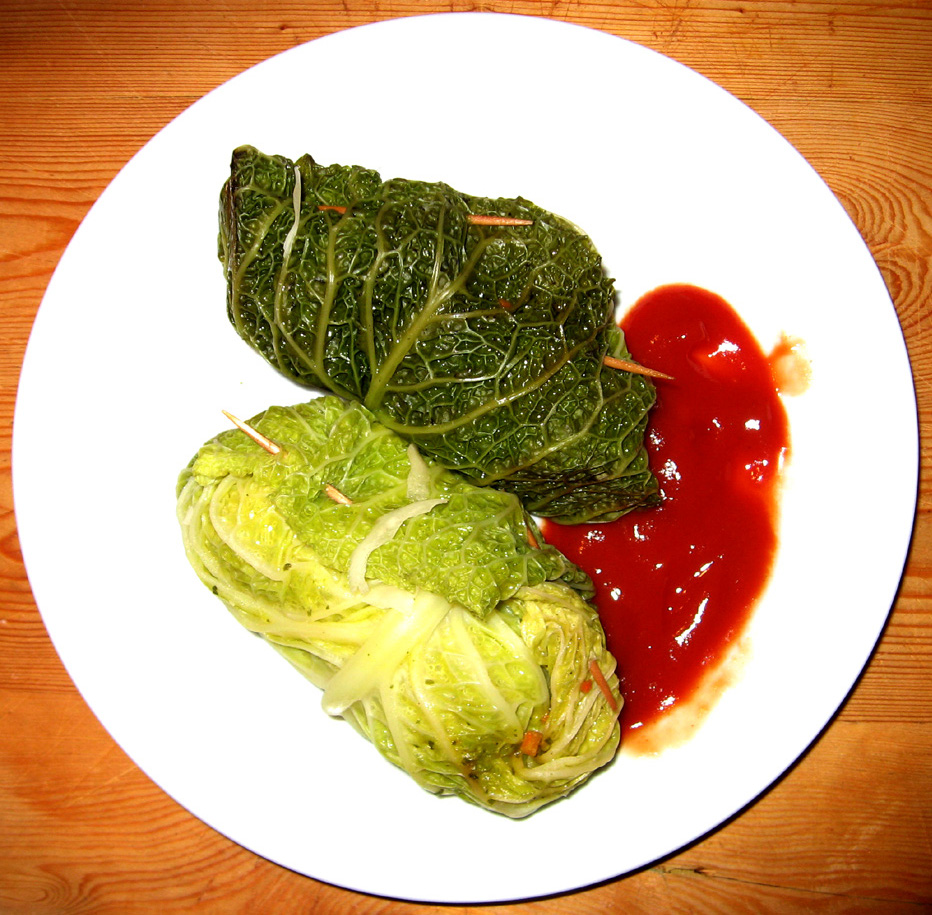
Rollade

Savooiekool heeft een hoog vitamine C-gehalte en thiocyanaat, dat een antibiotische werking heeft. 100 gram verse kool bevat ongeveer:
- 144 kJ energie
- 4 g koolhydraten
- 3 g eiwit
- 50 mg calcium
- 1 mg ijzer
- 80 mg vitamine C
- 1 mg vitamine A
- 0,04 mg vitamine B1
- 0,04 mg vitamine B2

## Toebereiding
Gegeten worden de bladeren, waarbij ook de kern eetbaar is. De kool kan op verschillende manieren in de keuken verwerkt worden, bijvoorbeeld:
- Soep
- Stomen
- Stoven
- Roerbakken
- Stamppot
- Rollade

### Kookduur en geur
Aangezien bij langer koken zwavelverbindingen ontstaan, is het belangrijk de kookduur nauwlettend in de gaten te houden. Met 7-12 minuten kooktijd wordt een beetgare consistentie bereikt zonder uitgesproken zwavelgeur. Als de kool minder knapperig moet zijn, kan een stuk beschuit of wat olie worden meegekookt.

## Ziekten en beschadigingen
Buiten Noord-Holland is knolvoet (Plasmodiophora brassicae) de belangrijkste ziekte. Belangrijke ziekten zijn zwartnervigheid (de bacterie Xanthomonas campestris pv. campestris), valse meeldauw (Peronospora parasitica) en bladvlekkenziekte (de schimmel Mycosphaerella brassicola).
Rupsaantastingen door onder andere het groot en klein koolwitje, koolbladroller, kooluil en koolmot komen veelvuldig voor. Daarnaast komt aantasting voor van de koolvlieg, de koolgalmug en de melige koolluis, waarbij de melige koolluis de belangrijkste is.
Ook kan op de bladeren van de kool stip voorkomen, dat wordt veroorzaakt door het knollenmozaïekvirus (TuMV) of door het bloemkoolmozaïekvirus. Het zijn virussen die door bladluizen op non-persistente wijze worden overgebracht. Bij het knollemozaïkvirus zijn de zwarte vlekjes 0,5-1,5 cm en bij het bloemkoolmozaïekvirus 1-5 mm groot.

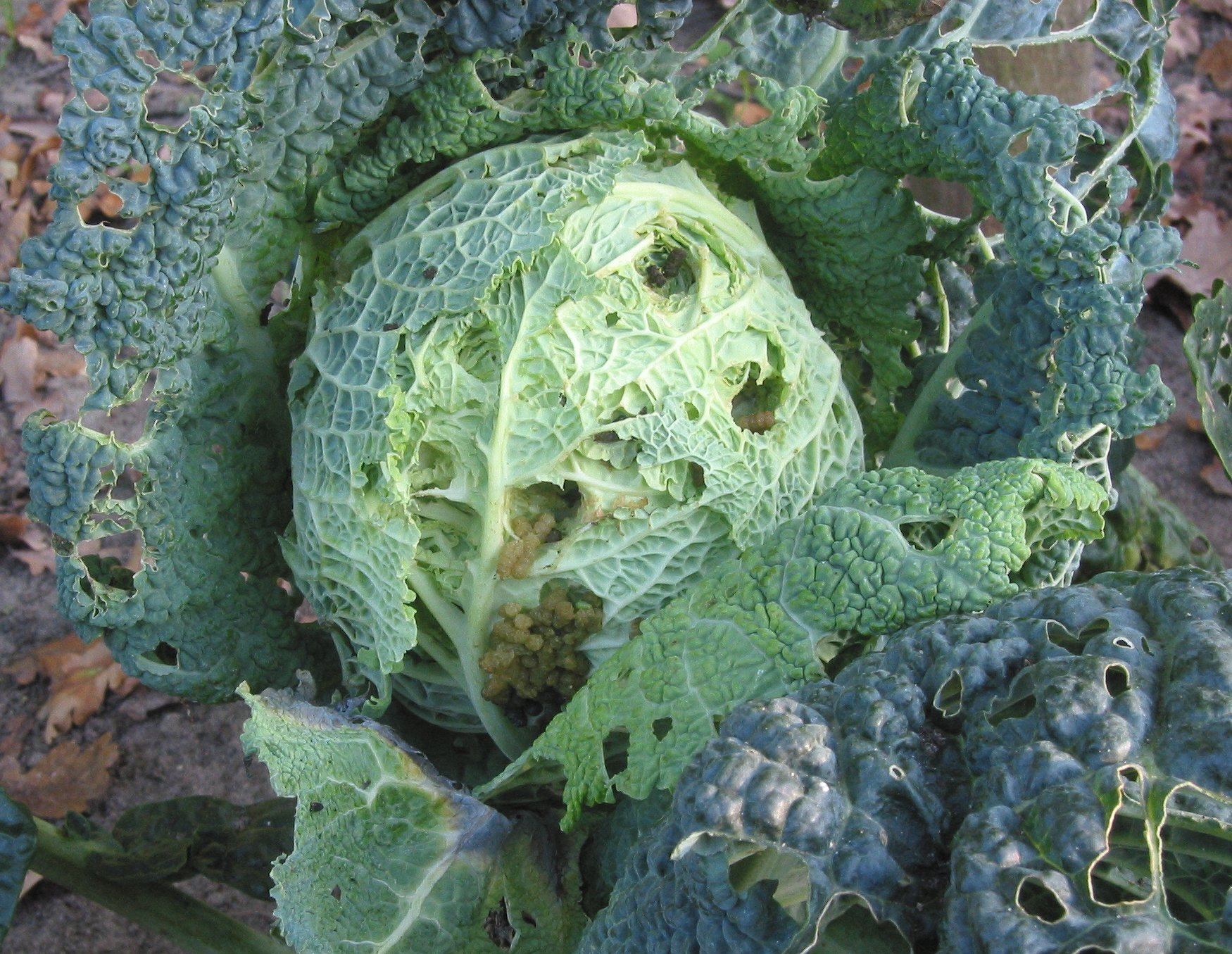
vreterij van de kooluil
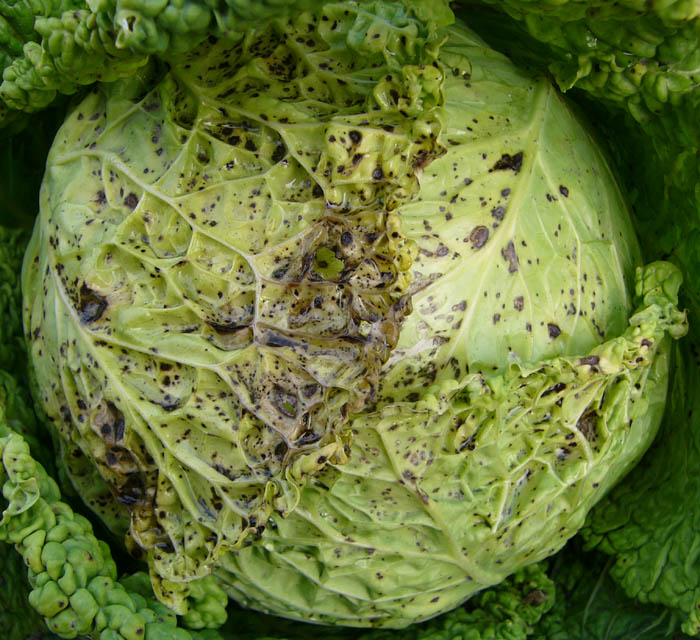
knollemozaïkvirus (turnip yellow mosaic virus 2)
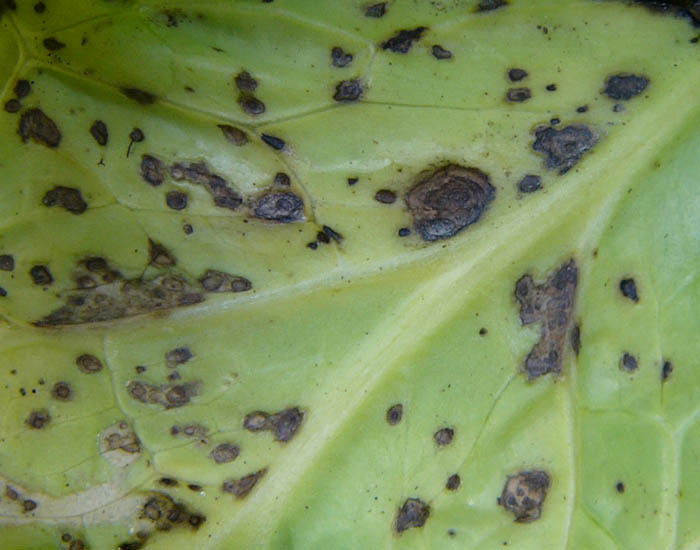
close-up knollemozaïkvirus (turnip yellow mosaic virus 2)